# Kōshō
Kōshō (jap. (孝昭天皇（こうしょうてんのう, Kōshō-tennō) (5. godina cara Itokuja/506. pr. Kr. - 5. dan 8. mjeseca 83. godine cara Kōshōa/5. rujna 393. pr. Kr.) bio je 5. japanski car  prema tradicijskom brojanju. Bio je poznat kao Mimatsuhikokaeshine no Mikoto.
O nadnevku njegova rođenja ne postoje pouzdani izvori. Konvencijski se uzima da je vladao od 475. pr. Kr. do 393. pr. Kr.).